# Wallstraße 16 (Quedlinburg)

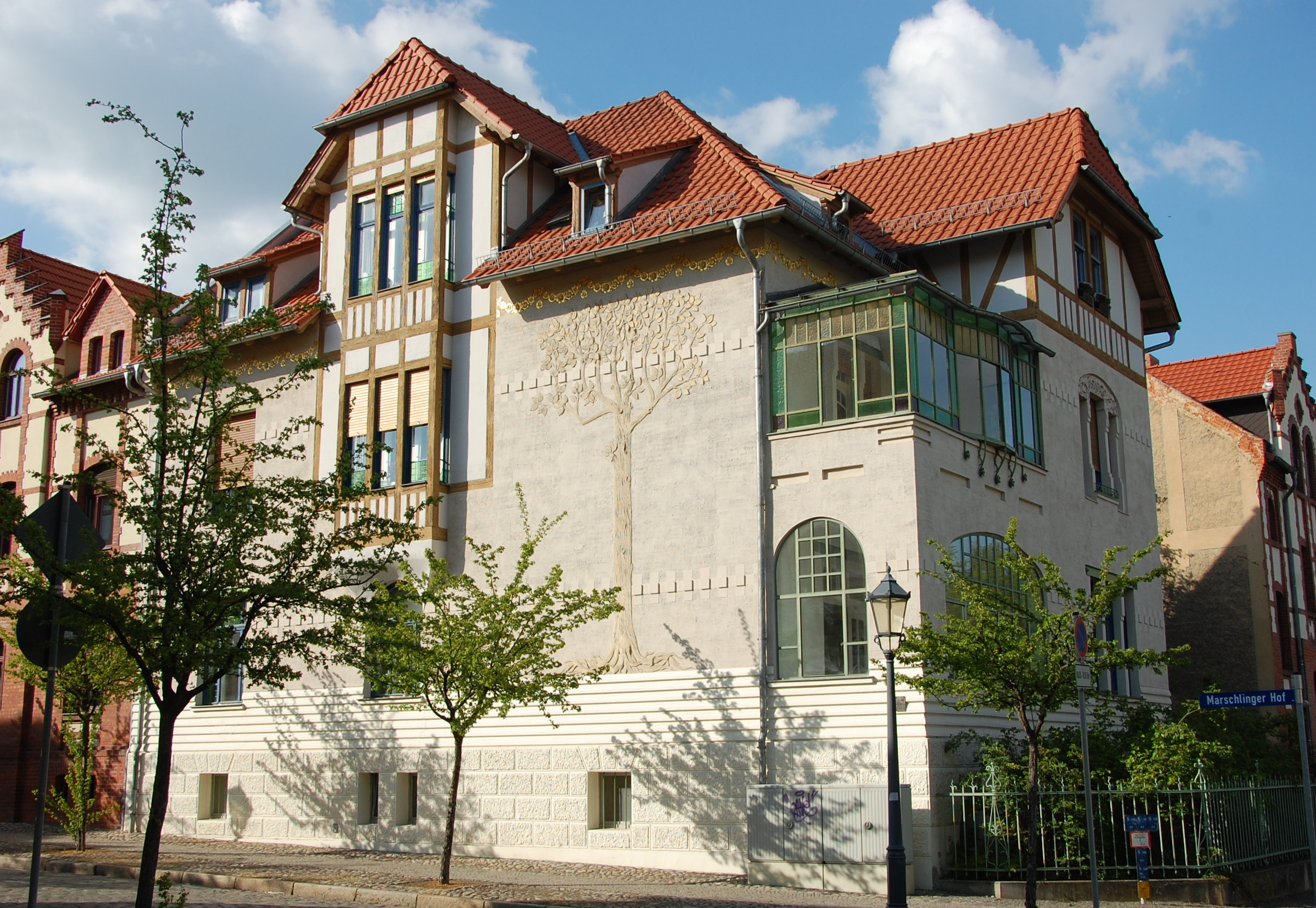
Haus Wallstraße 16

Das Haus Wallstraße 16 ist ein denkmalgeschütztes Gebäude in Quedlinburg in Sachsen-Anhalt. 

## Lage
Es ist im Quedlinburger Denkmalverzeichnis als Wohnhaus eingetragen und befindet sich westlich der historischen Quedlinburger Altstadt auf der Westseite der Wallstraße in einer Ecklage nördlich der Einmündung der Straße Marschlinger Hof.

## Architektur und Geschichte
Das an eine Villa erinnernde Haus wurde im Jahr 1903 von Robert Riefenstahl gebaut. Der Grundriss des Hauses ist gestaffelt. Zum Marschlinger Hof hin besteht an der Fassade eine sich aus Putzflächen ergebende Jugendstil-Darstellung eines Baums. Das Gebäude verfügt über Zwerchhäuser und Fachwerkgiebel. Türen und Fenster des Hauses stammen noch aus der Bauzeit (Stand 1998).